# Economia de la Unió Soviètica
El Sistema Econòmic de la Unió Soviètica es basava en la propietat estatal dels mitjans de producció, dins de la teoria general marxista-leninista.
L'Estat determinava una planificació i control global de l'economia soviètica de forma centralitzada, amb l'objectiu de satisfer les necessitats bàsiques de la població. El màxim orgue planificador era el Ministeri de Planificació, conegut com a Gosplan. En el seu procés de decidir el desenvolupament futur rebia les directrius del Consell de Ministres de l'URSS i dels Gosplans de les repúbliques federades, elaborava el pla i l'aprovava després de sotmetre'l al Soviet Suprem.
El règim bolxevic va menester gairebé 10 anys per canviar d'una economia capitalista a una socialista; les antigues classes privilegiades havien desaparegut, i tant el seu poder econòmic com polític havia passat directament a l'Estat, els camperols i els obrers (indústries, terres, etc.). A més, tot el capital estranger havia estat confiscat per l'Estat. Aquestes mesures semblaven, doncs, favorables al control estatal de l'economia, així com la direcció de la producció i el control de sectors clau com el bancari o els transports. Rússia, en el moment de la Revolució de 1917, era industrialment el país més retardat d'Europa, i la població agrícola representava el 80% de la població (la proporció existent a l'Europa occidental el 1800). La classe obrera, principal suport dels bolxevics, era només una minoria, i a més, molts havien mort durant la guerra civil; milions de camperols havien lluitat contra l'Exèrcit Blanc; però això es degué només al fet que una derrota dels bolxevics hauria comportat la pèrdua de les terres que, gràcies als revolucionaris, acabaven d'obtenir.
Els primers anys de la Unió no van ser senzills, car la guerra civil russa els obligà a adoptar un nou tipus d'economia, el comunisme de guerra; després de la guerra civil, el govern de Lenin imposà la Nova Política Econòmica, que fracassà a causa de nombrosos motius, imposant-se de manera urgent el 1928 els Plans Quinquennals.
A partir dels programes de planificació de 1928, la Unió Soviètica va conèixer, tot i els danys causats per la invasió alemanya durant la Segona Guerra Mundial, un període d'esplendor i desenvolupament (entre d'altres, va aconseguir ser el primer a llançar el primer satèl·lit artificial i el primer home a l'espai), fins a, aproximadament el 1965, el final de la dècada de Nikita Khrusxov. La Guerra Freda i la cursa armamentista que s'imposà, sumat a errors estratègics i demores burocràtiques, van portar a greus crisis per l'incompliment reiterat dels objectius establerts.

## El període de transició previst per Lenin
Els caps bolxevics van entendre la necessitat d'un període de transició que permetés tancar les ferides causades per la Primera Guerra Mundial i la guerra Civil i preparar a la població per a la realització del socialisme. Durant l'inici de la Revolució, les mesures adoptades van ser dirigides cap a la satisfacció dels desigs dels camperols, dels obrers i dels soldats, però cap d'elles era de tall socialista i, molt menys, comunista, sinó que la majoria havien estat preconitzades pels burgesos radicals. Per tant, Lenin no pretenia la immediata socialització de la producció ni l'expropiació dels béns dels capitalistes, sinó que només la vigilància d'aquests per l'Estat. Tot i això, els bancs, companyies d'assegurances i les empreses de monopoli, com la indústria petrolera, del carbó o de la metal·lúrgia van ser nacionalitzades. S'obligà a comerciants i industrials a afiliar-se als sindicats i a renunciar al secret comercial. Es va voler convertir a la població en una societat de consum. Per tant, no es volia implantar un sistema pròpiament dit socialista, car es considerava prematur, sinó un sistema de transició que conduís al socialisme: es considerà que, abans de posar en marxa la "realització del socialisme", tant els obrers com la majoria de la població havien de prendre consciència d'una "Revolució socialista".
Si Lenin estava decidit a seguir aquest camí prudent es devia a la seva creença que només una revolució per tot Europa permetria que Rússia transformés el seu règim capitalista en un socialista. Com ell mateix deia:
| « | És la tàctica adoptada per la classe capitalista la que m'obliga a realitzar profundes reformes econòmiques abans del que tenia previst. | » |

Aquesta política suposava, a més, la cooperació dels propietaris desposseïts, dels funcionaris de l'antic règim i dels tècnics burgesos. Però aquestes classes, econòmicament privilegiades i la major part de la intelligentsia havien boicotejat el règim, en la impossibilitat de crear qualsevol govern i de forçar la retirada dels nous homes. Les mesures durant els primers temps de la revolució i que s'inclouen en el Codi de Treball de 1918 no van ser fàcilment aplicables: obligació de treball a tots els ciutadans (qui no treballa no menja), control obrer de la indústria, nacionalització de la banca, de la terra, del comerç exterior, organització de cooperatives de consum, confiscació de les grans explotacions sense indemnització, abolició del dret de la propietat (que passa a mans de l'Estat) i devolució de les terres a aquells que les treballen; a més de la creació de comitès agraris i prohibició del treball agrícola assalariat.
La guerra havia causat un gran deteriorament en l'estat dels transports i de l'equipament industrial, per la qual cosa una explotació racional i endreçada era molt difícil; a més, a aquesta situació s'havia d'afegir el fet que la majoria dels propietaris de les empreses fomentaven els moviments anti-bolxevics, excitant el recel dels obrers, que els acusaven de sabotatge. La població de les grans ciutats havia disminuït enormement: Petrograd havia perdut la meitat de la seva població; Moscou, el 45%; i les capitals de totes les províncies russes havien perdut una mitjana del 30% de la població. La partició de les grans finques havia provocat un seriós desabastiment urbà, car els excedents dels latifundis alimentaven la població urbana; mentre que amb la partició d'aquestes, el blat al mercat es reduí fins a tres quartes parts del volum anterior a la guerra. Arribats a aquest punt, el govern només podia assegurar l'abastiment de la població urbana amb requises al camp mitjançant l'exèrcit; tots aquests problemes, en conjunt, amenaçaven l'engranatge de cobrament d'impostos.
Per un altre costat, la producció industrial havia reculat espectacularment: el 1920, la producció de la foneria era només un 2,4% de la de 1913; la de l'acer, només un 4%, i d'altres com la del cotó o el sucre no superaven el 5% de la producció de 1914; les manufactures de consum havien perdut el 88,5% del seu valor amb relació a 1912; el nombre d'obrers havia minvat en un 24%, sent aquest descens més pronunciat als ferrocarrils o a la construcció, on es registraven unes disminucions del 34 i el 37%, respectivament. Aquest descens es degué a l'allistament massiu d'obrers a l'Exèrcit Roig i a l'emigració de molts altres al camp, lloc que havien abandonat no feia molt.
Enmig d'aquesta situació es decretaren les mesures que caracteritzarien l'anomenat Comunisme de guerra.

## Comunisme de Guerra

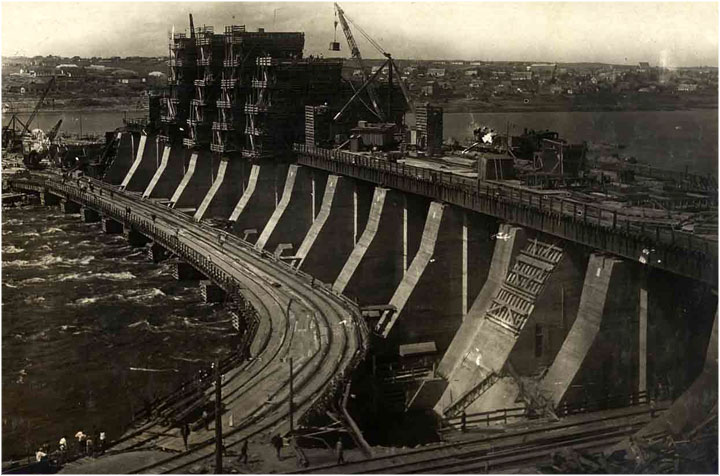
L'estació hidrolòhica del Dnièper al 1930, encara en construcció.

La finalitat d'aquesta "nova doctrina" era una estricta reglamentació del consum i la producció en un país assetjat, la qual cosa suposava unes transformacions econòmiques que ja mai seran discutides. Es nacionalitzaren totes les empreses que donaven feina a un mínim de 5 obrers i que tinguessin maquinària, i de 10 en el cas contrari: per tant, tota la gran indústria russa és expropiada i nacionalitzada, així com la major part de la petita i mitjana empresa; s'havia previst un control efectiu de les indústries per part dels obrers, però en lloc d'això, les indústries van passar directament sota la gestió obrera; la direcció de cada empresa correspon a un patró triat pels sindicats, assistit per un consell obrer escollit; i la producció de cada branca industrial passa a ser regulada per una direcció central. Pel que fa a l'agricultura, es creà el monopoli estatal del cereal i es formaren "comitès de camperols pobres", encarregats de mantenir a ratlla els cultivadors acomodats i els latifundistes, animadors de la resistència contra els bolxevics, a més de confiscar el gra dels camperols rics. Aquests comitès també s'encarregaren de la distribució dels recursos agrícoles, de la fixació de preus i salaris i del control de les cooperatives i dels mercats. El 1920 es començaren a organitzar granges col·lectives, completa o parcialment col·lectivitzades; el 1921, només representaven l'1% de les explotacions rurals.
Durant els sis anys que durà la guerra, els territoris més rics (Ucraïna) van quedar arruïnats; fent-se necessàries prendre mesures extraordinàries, les quals van incloure coses com les requises dels excedents de producció dels camperols acomodats i fins i tot pobres; retalls de les provisions de les famílies, etc. D'ací que es produïren revoltes (com les revoltes de Tambov o Kronstadt) i que el descontentament s'apoderés de la població; i aquesta es limità a produir només allò necessari per al consum personal. A més, es produí un gran desabastiment de productes bàsics, com el petroli o el sabó, entre altres productes manufacturats, els camps sembrats van disminuir un 33% i la collita de 1920 va ser la meitat de 1913.
Amb la guerra finalitzada i lliures de perdre les seves terres, els camperols es tornaren hostils cap al nou govern. La inflació va ser tal, que el mateix govern s'esforçà a limitar el paper de la moneda, organitzant entre els treballadors un sistema d'equivalència gratuïta de serveis representats per vals; aquests, veritables sistemes de barata que no van aturar la puixança dels productes ni la inflació, sinó que aquest nou sistema afeblí la moneda, que sense cap altre remei tendia a desaparèixer.

## La Nova Política Econòmica (1921-1927)

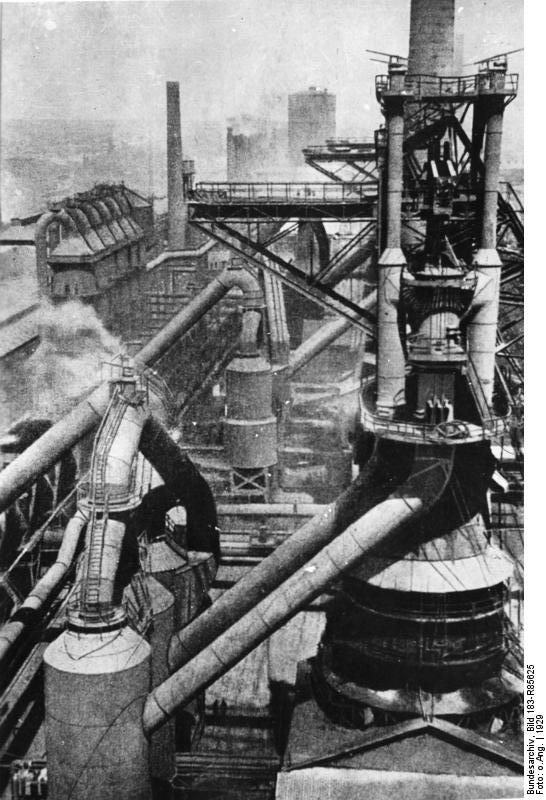
Indústria al 1929; a partir de 1930, la Unió Soviètica va viure un període d'industrialització, convertint-se al 1932 en la segona potència mundial, tot i que al 1935 va ser superada per l'Alemanya Nazi, consolidant la seva posició de Tercera Potència

En finalitzar la guerra civil, i després de l'abandonament del comunisme de guerra, s'apel·là a la iniciativa privada per a la reconstrucció de l'economia; es deixaren enrere les confiscacions, que se substituïren per nous impostos i s'afavorí el renaixement d'una petita indústria, perquè els camperols poguessin tornar a produir, amb la qual cosa es restablí un cert capitalisme. Aquesta política estava destinada a ser temporal, car diversos punts del comunisme de guerra van ser modificats, establint les bases dels futurs Plans Quinquennals (nacionalització, control de la indústria, el comerç i el treball), encara que altres punts no tornarien a ser posats en marxa i serien abandonats de manera definitiva. S'instaurà un sistema d'economia mixta, en la qual l'Estat controlava els sectors de major importància, com els transports, el crèdit, el comerç exterior i les indústries majors i més valuoses. Aquestes empreses estatals donaven feina a un 84% de la mà d'obra, produint el 92,4% del valor total; en canvi, el 16% restant de la mà d'obra assalariada produïa només un 7,6% del volum total, concentrant-se en cooperatives i empreses privades que es dedicaven principalment a l'alimentació i la producció del cuir, el valor al subministrament de mercaderies representà només un 4,9% del valor total, sent per tant molt reduït el sector industrial que seguia lliure.
La Nova Política Econòmica (NEP), que entrà en vigor al març de 1921, va ser essencialment una concessió als camperols i als obrers per fer-los ingressar en la producció; es reduïren els impostos i es deixà als camperols que, un cop pagats els seus impostos, poguessin vendre lliurement la seva producció als mercats la resta de la seva collita. La moneda s'enfortí i tornà a ser important en la vida econòmica, les barates finalitzaren i, igual que als camperols, es deixà als artesans que venguessin lliurement els seus productes. El Banc de l'Estat (creat a l'octubre) permeté de nou la creació de comptes corrents, suprimint-se la limitació de posseir diners. Es deixà que les terres poguessin ser heretades, i encara que es prohibí la venda de terrenys, aquests podien ser arrendats. També s'autoritzà, encara que amb restriccions, l'ús de treballadors assalariats. El 1924 s'instituí de nou l'impost en metàl·lic, aturant-se la inflació i arribant a baixar amb l'emissió d'una nova moneda: el txervonetz.
El 1922 es promulgà el Codi de Treball, que d'acord amb les noves polítiques econòmiques, ja no es basava en l'obligació de treballar (encara que la Constitució soviètica de 1925 tornà a la situació anterior); la deixà en suspens per a una majoria de la població, per la qual cosa un dels principis fonamentals del període precedent quedava abolit; s'arribaren a reconèixer algunes concessions del capitalisme, i les condicions i els contractes de treball es veieren alterats; amb el treball definint-se com la venda de l'energia del treballador. Els salaris es fixaren entre els sindicats i els patrons; però tot i aquestes mesures, el Codi fixà un salari mínim i donà nous drets i proteccions a l'obrer.
Una de les majors innovacions que incorporà la Nova Política Econòmica va ser l'esforç que posà cap al desenvolupament de la producció de béns de consum i la independència i iniciativa de les empreses estatals, de manera que aquestes fossin responsables de la seva pròpia gestió; també es projectaren la unió de les empreses en trusts, que funcionaven de la mateixa manera: el trust estatal es convertí, per tant, en la principal forma d'organització de les indústries i empreses soviètiques; i a finals de 1922 existien 421 trusts, alguns dels quals agrupaven a milers d'obrers, per exemple, existien 21 trusts que agrupaven a més de 10.000 obrers o les indústries tèxtils d'Ivanovo-Vosnesensk, que agrupaven 54.000 obrers; a més existien altres 380 trusts (a les indústries del carbó i del petroli), que reunien a 840.000 obreres.

### Resultats

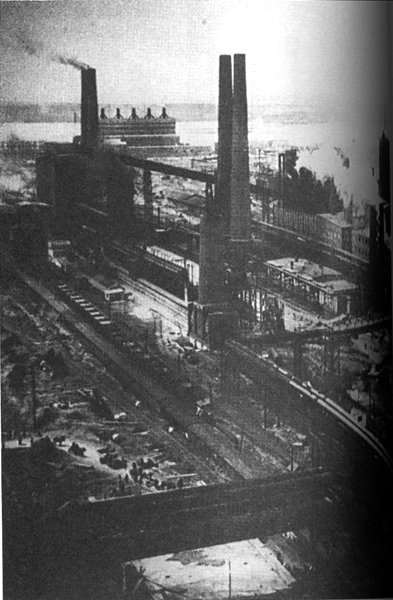
Acereria de Magnitogorsk, als anys 30

Gràcies als estímuls constantment rebuts, l'agricultura augmentà ràpidament. Tot i que el 1921 va haver una gran sequera que frustrà la major part de les collites a Ucraïna i al Volga (provocant una gran fam), la superfície cultivada augmentà de 63 milions d'hectàrees el 1922 a 82 el 1923, a 87 el 1924 i a 94 el 1927; millorant-se també el rendiment. La ramaderia també augmentà de 46 milions de caps de bestiar el 1922 fins a 62 milions el 1925. El 1923, les collites abundants van aconseguir augmentar el nivell de producció anterior a la Primera Guerra Mundial. La recuperació va ser molt ràpida, la qual cosa s'explicà pel caràcter primitiu de l'agricultura russa: no es necessità equipament, ni injecció de capitals ni noves màquines; simplement amb el final de la guerra i veient una certa recuperació de l'economia privada, els camperols soviètics van poder tornar-se a dedicar a la feina; la Nova Política Econòmica també els va permetre vendre els seus productes a preus elevats, i les noves lleis els asseguraren la possessió de les terres i el control de la inflació, de la qual havien estat les víctimes principals. El 1922, amb la magnífica collita aconseguida, s'arribà fins i tot a poder-ne exportar, la qual cosa demostrà les millores en les condicions que no s'havien produït des de la revolució.
Al sector industrial, però, no era possible una recuperació tan ràpida, car una gran quantitat de fàbriques i maquinària havien quedat destruïdes, la guerra civil i la fam havien dispersat una gran quantitat d'obrers, principal baluard dels bolxevics i elements més socialment conscients de la classe obrera; a més, molts dels obrers o bé havien mort durant la guerra o bé havien passat a formar part de la nova administració. Es produí una forta demanda de béns de consum i es produí el renaixement del comerç privat i del capitalisme en si, els quals estimularen la producció dels productes de consum; en canvi, la metal·lúrgia i la siderúrgia van quedar paralitzades. La producció, encara que augmentà, estava lluny del nivell anterior a la guerra: a les indústries rurals suposava un 54% del nivell de 1914, dels teixits un 72%, de la llana un 55%, i del cotó (la primera matèria es portava del Turquestan) només arribava a un 15% del nivell de 1914. A les indústries extractives, la producció arribà a un 36% de la de 1914, i a la indústria petrolera un 39%; la metal·lúrgia, un sector clau per a la industrialització del país, el seu valor només era un 7% de la de 1912. Per tant, el 1923, la indústria treballava només a un 25% de la seva capacitat productiva, mentre que l'agricultura ja arribà al 75% de la seva producció d'abans de la guerra.
Això es va deure al fet que la Nova Política Econòmica no donà a l'obrer uns beneficis comparables als que produí al camperol; les noves polítiques de comptabilitat d'impostos a la indústria i l'obligació de les empreses estatals d'autoregular-se i d'autofinançar-se les privaren dels crèdits de l'Estat; el 1921, la urgència de pagar els salaris als obrers els forçà a liquidar les seves reserves a preus molt baixos. Per solucionar aquesta situació les empreses es veieren forçades a acomiadar a grans masses de treballadors, multiplicant-se l'atur: a l'octubre de 1921 només hi havia 150.000 obrers a l'atur; al gener es disparà fins a 650.000 i el 1924 la xifra se situà en 1.240.000 obrers, centralitzant-se sobretot a Moscou i a Petrograd. A causa d'aquest fenomen, els efectius dels sindicats es reduïren considerablement: de 8.400.000 afiliats el 1921 es passà a 4.500.000 a finals de 1922; i no va ser fins a finals de 1923 quan començà a ascendir i a situar-se en 5.500.000 d'afiliats.
Tampoc trigarien a aparèixer d'altres conseqüències arran de la Nova Política Econòmica, que ja havien estat previstes per Lenin:
| «             | Si parlem de comerç lliure donem noves forces als kulaks, i la substitució de les contribucions en espècie pels impostos significa que la classe dels kulaks serà més poderosa i important que mai. | » |
| — Lenin, 1921 | |   |

La prosperitat de què gaudí l'agricultura no va fer més que beneficiar als camperols rics, accelerant la desigualtat entre rics i pobres. Molts camperols van tornar a caure en la pobresa, i al no ser independents, se subordinaren als camperols rics, llogant les seves terres i treballant per a ells: el 1923, 400.000 camperols rics i acomodats donarien feina a 600.000 camperols empobrits; el 1927 existien 5.800.000 obrers agrícoles i molts d'ells emigraren cap als Urals i a Sibèria, on s'incorporaren a les llistes de l'atur.

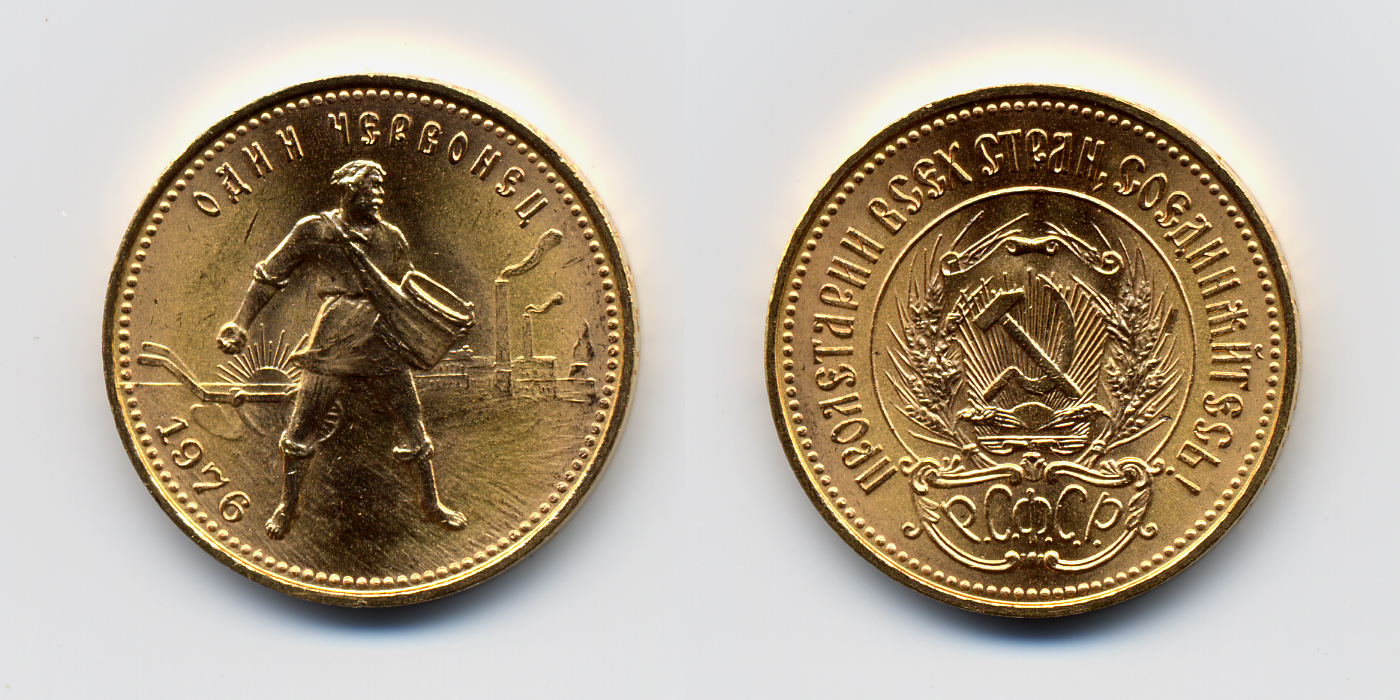
Moneda de 10 rubles de 1923

A la indústria, les antigues classes dirigents tornaren a ocupar la direcció de les empreses a causa de la necessitat de produir amb eficiència; són aquests antics "especialistes" els que decidien els contractes, els salaris i els acomiadaments.
El comerç interior és portat a terme pels trusts i les cooperatives, als que l'Estat assigna una quantitat de productes i matèries primeres per a la realització dels seus productes; amb la nova llibertat econòmica que deixà la Nova Política Econòmica tornaren elements propis del capitalisme, com els homes de negocis, l'especulació o les empreses privades; reunint-se grans fortunes que són, en la seva major part, traslladades a l'estranger.

### La "Crisi de la Tisora"
Finalment es produí una crisi entre la indústria i l'agricultura: a finals de 1923 s'inicià una crisi que Lenin denominà de la Tisora. El motiu es trobà en les grans diferències entre els preus dels productes agrícoles i els productes industrials. A l'octubre de 1923, quan la crisi començà a fer-se visible, els productes industrials eren un 180% més cars que el 1914, mentre que els preus dels productes agrícoles només d'un 49 a un 58%. Al contrari que a les anteriors crisis, que s'havien produït per la mancança de productes, en el moment que sorgí la crisi els magatzems estaven plens i les collites havien estat excel·lents, produint-se un gran excedent. Per tant, el motiu d'aquesta crisi no és la mancança, sinó la impossibilitat de realitzar intercanvis entre productes agrícoles i industrials per la disparitat de preus, a més que l'alt preu dels productes industrials tampoc permetien comprar manufactures als camperols.
Les vagues d'obrers començaren a afectar severament al sector industrial, sobre tota la indústria pesant. Per tant, va ser precís un restabliment dels preus, que en aquells moment eren totalment lliures, car estaven sotmesos al comerç privat i a una disminució del nombre d'intermediaris; diversos milions de "nepmen" van ser detinguts i expulsats de Moscou. A inicis de 1924, la crisi s'atenuà; a mitjans d'aquell mateix any, una nova collita excel·lent permeté una important exportació, que elevà els preus agrícoles, just en el moment en què la intervenció de l'Estat havia aconseguit reduir els preus industrials i la contractació del crèdit, a causa del control dels preus. Tot i això, el 1923 va ser el pitjor any des de la revolució; la producció industrial va ser només el doble de la de 1920, i un dels sectors més importants, com el de la indústria pesant arribà només a un 34% de l'índex de 1914.

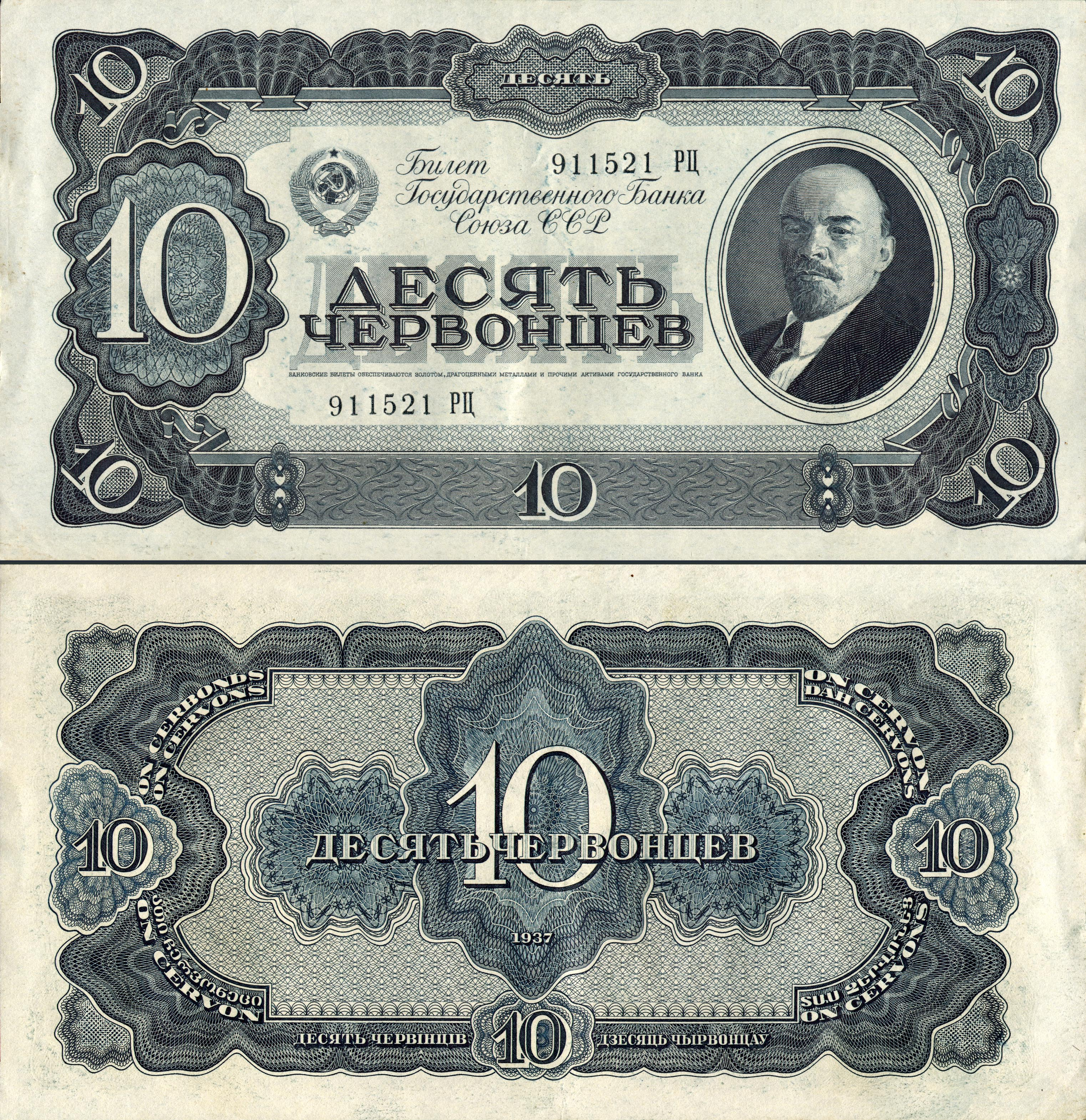
10 txervonetz de 1937

Durant els anys, la producció agrícola progressà; la producció de 1927 es calculà en 720.000.000 de quintars, però encara existia un dèficit de producció de 40 milions de quintars respecte a la producció de 40 milions de quintars respecte a 1914. El problema era que, mentre que la producció encara no havia arribat al nivell anterior de la guerra, la població s'havia incrementat en 10 milions de persones i creixia a nivell de 3 milions anuals; a 1929, la producció assolí i superà l'anterior a la guerra.
L'abastiment de les ciutats empitjorà a causa de la mancança de cereals existents al mercat (un 11% el 1928 davant el 25% el 1914). La Nova Política Econòmica es mostrà incapaç d'arreglar la situació i el país es trobà a la vora del fam. Les desigualtats socials augmentaven i els camperols acomodats arrendaven cada cop més terres i treballadors: el 1927, el 6% de les explotacions disposaven del 58% dels cereals, i les explotacions pobres tendien a desaparèixer. Així, aparegué una burgesia rural, la qual constituí una amenaça pel règim per les seves tendències ideològiques i econòmiques diferents.
La indústria només assolí resultats mediocres i el pilar de tota ella, la indústria pesant es trobà especialment retardada, l'única indústria que progressà era l'energia elèctrica. La situació elèctrica també era preocupant: l'Estat no podia realitzar les inversions necessàries i es veié obligat a demanar crèdits als kulaks i a emetre bitllets que devaluaven el ruble.
Tampoc es podien obtenir capitals estrangers. Mentre que s'esperava l'èxit de les revolucions proletàries a Europa, Lenin s'adonava que no es podia transformar Rússia mentre que se sostenia una guerra internacional. Per tant, la Nova Política Econòmica optà per la diplomàcia: el 1922 se signà l'Acord de Rapallo, que trencà el bloqueig econòmic imposat a la Unió Soviètica per nombrosos països; a l'hora que s'integrava a la Societat de Nacions.

### La Nova Política Econòmica és condemnada
Un dels objectius prioritaris de la Nova Política Econòmica era reconciliar els camperols amb el nou govern bolxevic i desenvolupar la indústria. Aquests objectius s'acompliren, però a costa de reconstituir una classe acomodadada, el paper de la qual a l'economia tendia a ser fonamental. No només s'havia cimentat el socialisme, sinó que les renascudes classes acomodades, pròpies de l'Antic Règim, amenaçaven amb una reaparició del capitalisme. A 1929 la situació era gairebé desesperada, i en aquestes circumstàncies, el XV Congrés del PCUS declarà l'aplicació urgent del Primer Pla Quinquennal.

## Els Plans Quinquennals
Van ser múltiples els motius que imposaren la realització dels plans quinquennals, única solució que es presentà al govern soviètic. La Nova Política Econòmica es mostrà ineficaç per a augmentar la producció, i la solució només es trobà a les grans explotacions agrícoles de l'Estat, un nou i modern equipament, tant agrícola com industrials (tractors, segadores, abonaments), i el desenvolupament d'una poderosa indústria metal·lúrgica i siderúrgica, indispensables per la industrialització i independència del país. L'objectiu és assolir el ple treball, que s'elevi considerablement el nivell de vida i que l'home es converteixi en l'autèntic amo de la producció, en comptes de dependre de les lleis del mercat.

### Primer Pla Quinquennal (1928-1933)

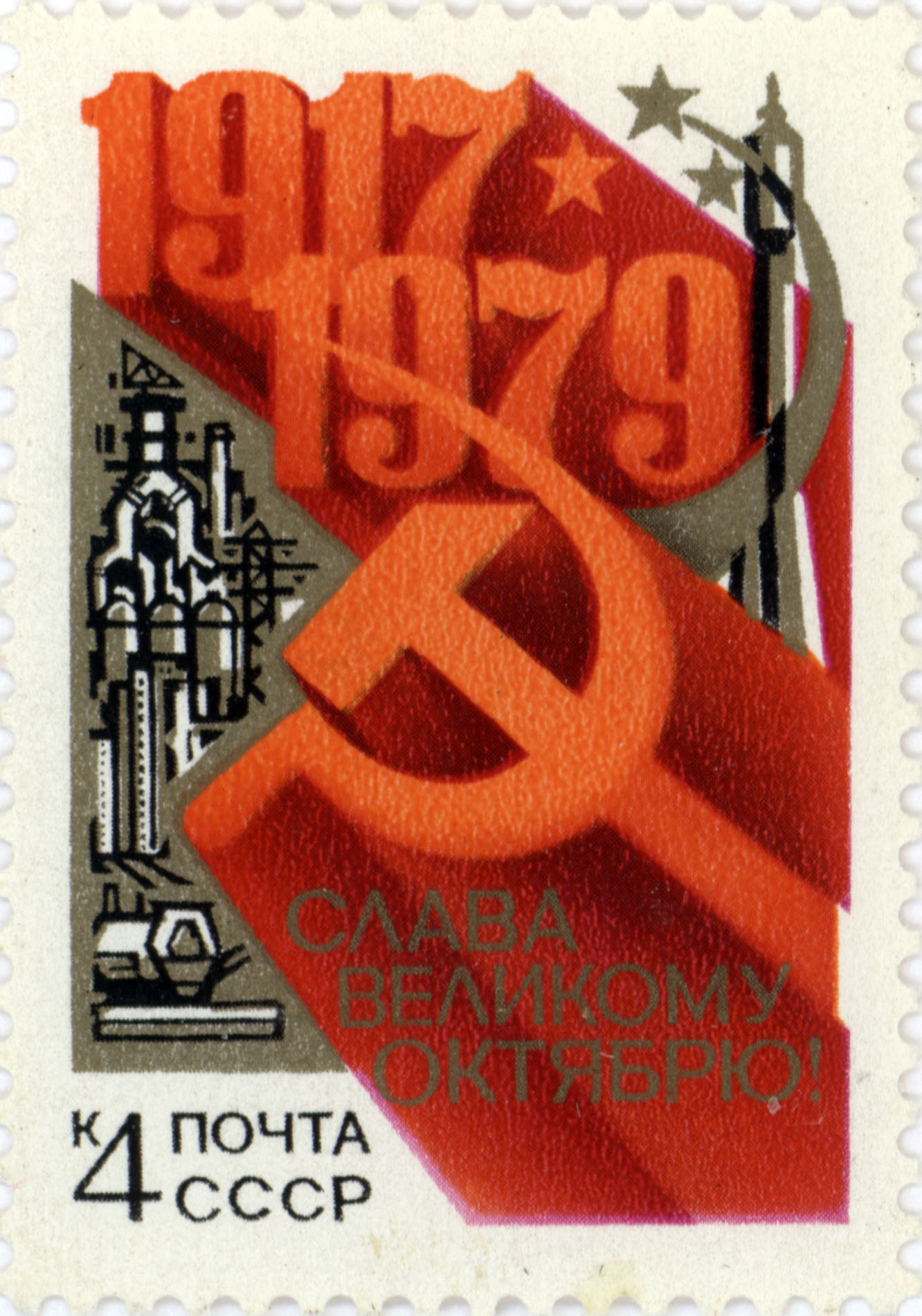
Cartell commemoratiu del 62è Aniversari de la Revolució.

Aquest primer pla no va ser, tot i que podria semblar-ho, una idea nascuda de la simple improvisació, sinó que va ser fruit de minuciosos estudis que van anar gestant-se durant set anys abans de posar-se en funcionament.
El pla preveia un augment en la producció del 100%, tendia fonamentalment en la industrialització del país i al desenvolupament massiu de la indústria pesant; la indústria, valorada en uns 8.600 milions de rubles el 1928, havia de créixer fins als 25.800 milions, un augment del 300%. La indústria energètica havia de passar dels 1.000 als 5.300 milions, en un augment del 530%; en canvi, només es preveia un augment de l'agricultura del 36%. Cadascuna de les branques de l'economia tenia estipulat el progrés que havia de realitzar: els mitjans de producció havien d'incrementar-se en un 330% i el de la indústria de béns de servei en un 200%; la metal·lúrgia havia d'incrementar la seva producció en un 300%, i la indústria química havia de quintuplicar-se; la construcció havia de créixer en un 360% i la indústria de combustibles sòlids en un 260%. El nombre d'obrers industrials havia d'incrementar-se gairebé en un 50% (d'11 a 16 milions).
El capital necessari per al compliment d'aquests plans provindrien de les plusvàlues del treball nacional, i caldrien unes inversions de fins a 80.000 milions de rubles. La industrialització es realitzaria mitjançant grans unitats econòmiques; i les noves fàbriques tindrien unes dimensions i una producció igual a la de les grans fàbriques estatunidenques: un exemple clar és el de l'Estació Hidroelèctrica del Dnièper o les grans agrupacions metal·lúrgiques de Kuznetsk o Magnitogorsk; apareixen nous i grans nuclis industrials a ciutats com Stalingrad (fàbriques de tractors i vehicles), Rostov (maquinària agrícola) o Karaganda.

#### La seva realització
La realització d'aquest pla va ser desigual i incomplerta, caracteritzant-se pel retrocés i les dificultats imprevistes, com la Gran Depressió, que frenà les exportacions previstes, i les males collites; a més, els resultats del primer any, superior al previst, van provocar tal esclat d'optimisme que es pensà a realitzar el pla en només quatre anys en comptes dels cinc previstos; encara que aquest pensament va caure a conseqüència dels greus dèficits que arrossegaven sectors claus com els de l'hulla, l'acer o la foneria durant el segon any, tot i que aquests retards es compensaren durant el tercer any del pla (1931), quan entraren en servei noves i gegantines fàbriques, així com l'augment de la producció agrícola que, gràcies a la mecanització, facilità l'abastiment. El resultat final presentà moltes desigualtats: el pla de construcció de maquinària gairebé doblà el desenvolupament previst (es realitzà en un 181%), el de l'electrització en un 136%, el de la producció petrolera en un 102%, però en canvi el pla d'extracció de l'hulla no aconseguí completar-se (encara que per poc) i només va arribar al 86% del volum previst, el de l'acer en un 57%, el de la foneria en un 62%, el de la llana en un 34% i el del sucre en un 32%. Pel que fa a les inversions, aquestes aconseguiren desenvolupar-se en un 100% en xifres absolutes.

### Segon i Tercer Plans Quinquennals (1928-1937 i 1938-1942)

#### Segon Pla Quinquennal (1928-1937)
Mentre que el primer pla ho "sacrificà tot" als elements més imprescindibles com la indústria pesant o l'agricultura, en aquest segon pla es prestà atenció a altres elements. Aquest pla es caracteritzava per ser més equitatiu amb tots els sectors econòmics, tot i seguir existint indústries que tenien prioritat sobre d'altres; a més, aquest pla va ser molt més senzill de portar a terme per les majors i més altes inversions. Es va tendir a desenvolupar, sobretot, indústries productores de béns de consum, el transport, etc.

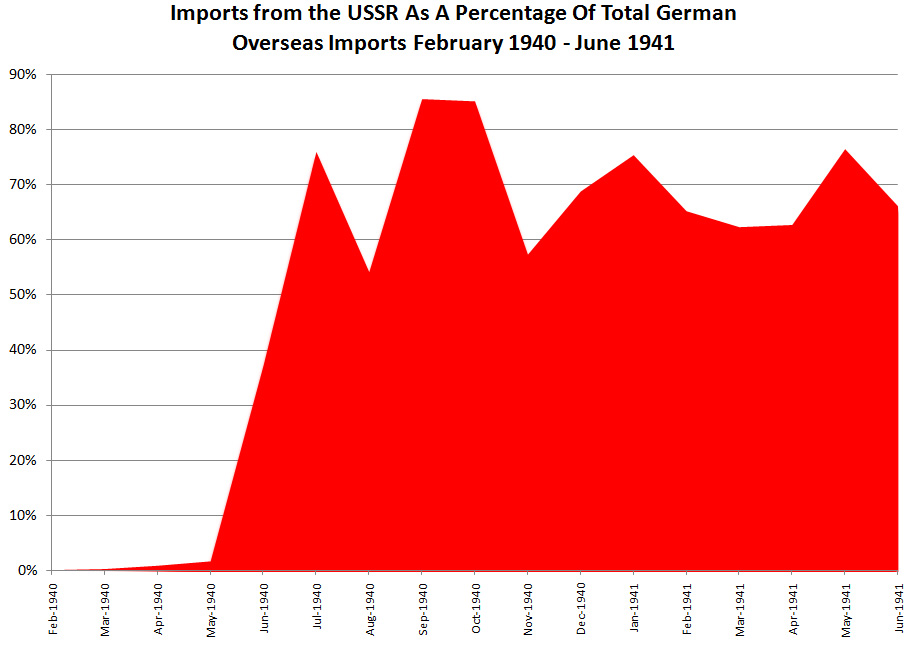
Pes dels productes soviètics a les importacions alemanyes (1940-1941).

En finalitzar 1937, el segon pla quinquennal i després de 10 anys d'economia planificada, l'economia soviètica havia tingut un gran creixement: des de 1928, la indústria lleugera havia crescut un 390% i la metal·lúrgia i la siderúrgia havien crescut un 690%. Aquest darrer pla havia sobrepassat totes les previsions, realitzant-se en un 102%, però amb un repartiment desigual: un 194% en sucre i acer, un 107% en calçat, un 100% en laminats, un 96% en electrificació, un 90% tant en la foneria com en l'extracció de carbó; però només d'un 64% en el cotó i un 46% en la llana

#### Tercer Pla Quinquennal (1938-1942)
Aquest tercer pla tenia com a meta el desenvolupament de les indústries especialitzades, especialment la indústria química; a més, s'havia projectat un creixement molt més veloç que els seus precedents. La Segona Guerra Mundial va interrompre la seva execució, que malgrat la càrrega dels armaments, aconseguí assolir el 70% de les previsions de 1941.

##### Resultats el 1941
En el moment de l'atac de l'Alemanya nazi, que arrossegà a la Unió Soviètica a la Segona Guerra Mundial, la industrialització era un fet consumat i la col·lectivització agrària estava pràcticament finalitzant. Les indústries i el comerç privat havien estat eliminades, i la Unió Soviètica s'havia convertit en una potència econòmica: el 1932 era la segona potència econòmica mundial, sent superada el 1937 per Alemanya, però malgrat això, el 1940 consolidà la seva posició com a tercera potència econòmica mundial (i segona europea), passant pel davant de França i del Regne Unit, però a una distància encara considerable dels Estats Units (el 1941, la seva producció era el 85% de l'alemanya).
El 1941, la Unió Soviètica ocupava la segona posició mundial en la producció de ferro, petroli i or; la tercera posició en l'energia elèctrica, foneria, acer i cotó; el quart en la producció de carbó i motors d'automòbil, etc. L'exemple més espectacular d'aquesta transformació pot trobar-se en l'electrificació, que passà d'una producció de 2.500 milions de Kw/H el 1928 (a l'inici del primer pla) a 40.000 milions el 1938, en un augment del 1.600%. Aquesta energia era subministrada per potents centrals tèrmiques, però també per centrals hidroelèctriques. Succeïa el mateix amb altres indústries com el cautxú (abans inexistent), que satisfeia la meitat de les seves necessitats, emprant plantes de làtex aclimatades, fabricant-se cautxú sintètic.
Els transports també milloraren enormement: durant la dècada de 1930 es construí una xarxa completa de canals, com el Canal Mar Bàltic-Blanc, inaugurat el 1933, o el Canal Moscou-Volga, que es finalitzà el 1937, canals que convertiren Moscou en un important port fluvial; els ferrocarrils es convertiren en el principal mitjà de transport, modernitzant-se i ampliant-se les línies; el Transsiberià triplicà les seves línies, l'enllaç Moscou-Leningrad doblà la seva capacitat, i es construïren una infinitat de línies noves, que conduïen als nous centres industrials i als territoris més recòndits de la Unió Soviètica (Urals-Kuznets, Moscou-Khàrkiv, Karaganda-Balkatx, etc.)
Indústries molt endarrerides van tenir una expansió impressionant: la producció de remolatxa es doblà amb respecte a 1913; la del cotó es triplicà; la Unió Soviètica va tornar a tenir un forat al comerç mundial i el 68% de les seves exportacions eren productes manufacturats. La producció soviètica significà el 12% de la producció mundial el 1941 (els Estats Units constituïen el 34,4% i el d'Alemanya el 13,3%, els seus principals competidors).

### Quart, Cinquè i Sisè Plans Quinquennals (1945-1950, 1951-1956 i 1956-1960)

#### Quart Pla Quinquennal (1945-1950)

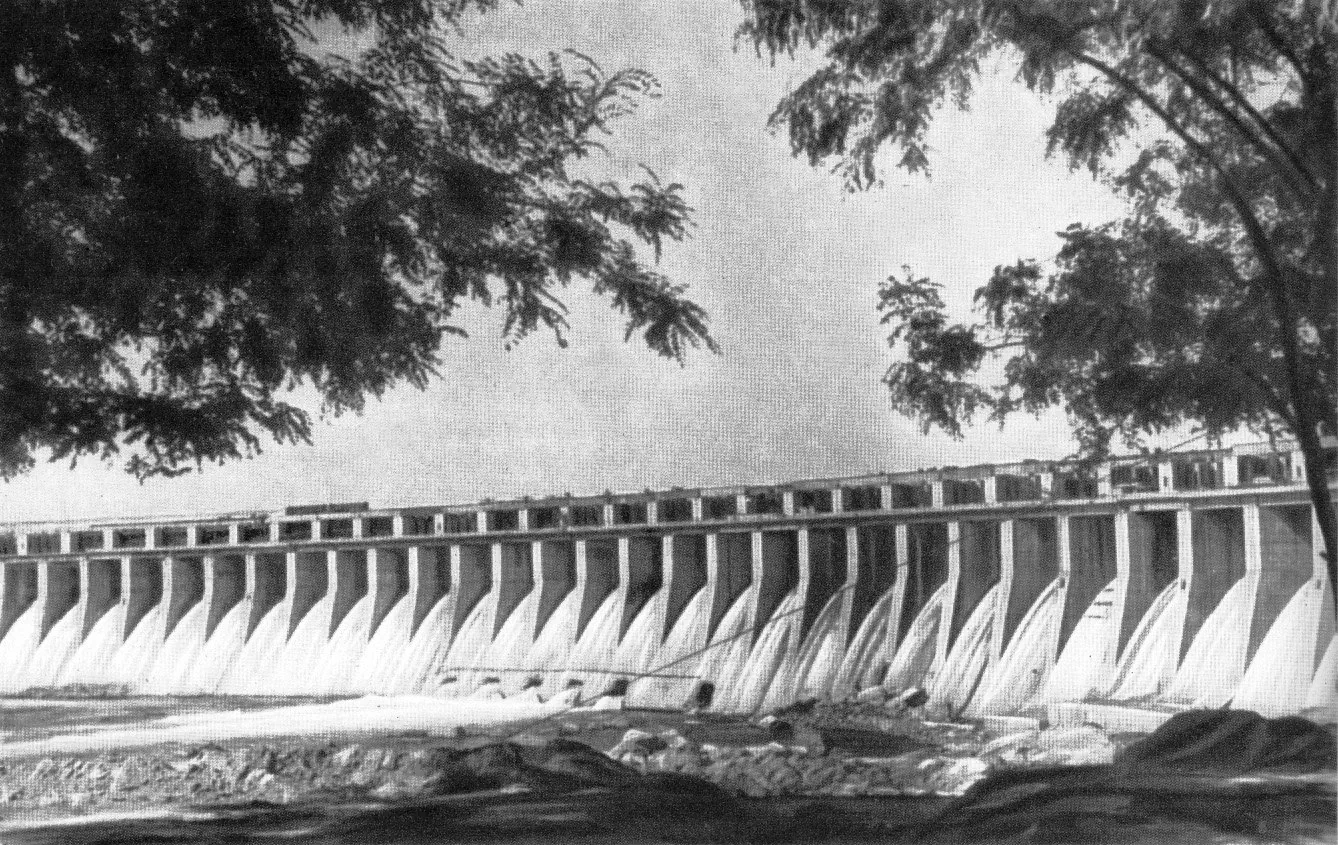
La Presa del Dnièper al 1947, després de la Segona Guerra Mundial.

Amb el final de la Segona Guerra Mundial es posà en marxa l'execució del Quart Pla Quinquennal, que finalitzà el 1950. Quan es finalitzà, l'índex de la producció industrial era de 171 (100 al 1941). Aquest pla posà una atenció especial en les zones afectades per la guerra, les quals van haver de ser reconstruïdes i durant el pla el seu progrés només va ser d'un 15%, baix si es compara amb la mitjana de la Unió Soviètica, que va ser d'un 48%. La producció d'elements bàsics s'incrementà notablement: la producció de carbó se situà en 250 milions de tones, i la d'acer en 27 milions; la producció de maquinària va ser un 60% superior a la de 1940, i la indústria química va créixer en un 80%; per un altre costat, les indústries de béns de consum i tèxtil van patir una davallada en la producció.
A més, aquest pla tenia com a fita la diversificació de la indústria, amb la creació de nous centres industrials, com Samarcanda o Taixkent, a les repúbliques asiàtiques i a les zones siberianes, construint-se sobretot alts forns, foneries i construccions mecàniques. Com es pot observar, els centres industrials s'anaven desplaçant cada cop més cap a l'est, prova d'això va ser el pes que aquestes indústries van tenir sobre el total de la producció soviètica: en finalitzar aquest quart pla, la meitat del carbó i del petroli soviètics provenien del Tadjikistan i dels Urals (els Urals, zona coneguda com el segon Bakú, es convertiria en el primer productor de petroli de la Unió Soviètica el 1953 i seria el pilar fonamental d'aquesta indústria).
La població augmentà considerablement, augmentant en més de 3 milions de persones a l'any: el 1956, la Unió Soviètica superà definitivament els 200 milions d'habitants. Aquest augment es concentraria a les ciutats: les grans ciutats, de més de 500.000 habitants passaren d'11 al 1939 a 21 al 1950.
En aquest pla es va posar una gran atenció en l'energia hidroelèctrica mitjançant la construcció de grans preses: les centrals de Volgograd, Kúibixev o de Katxovka en són un exemple, car permetrien estalviar fins a 50 milions de tones de carbó anuals.

#### Cinquè Pla Quinquennal (1951-1956)

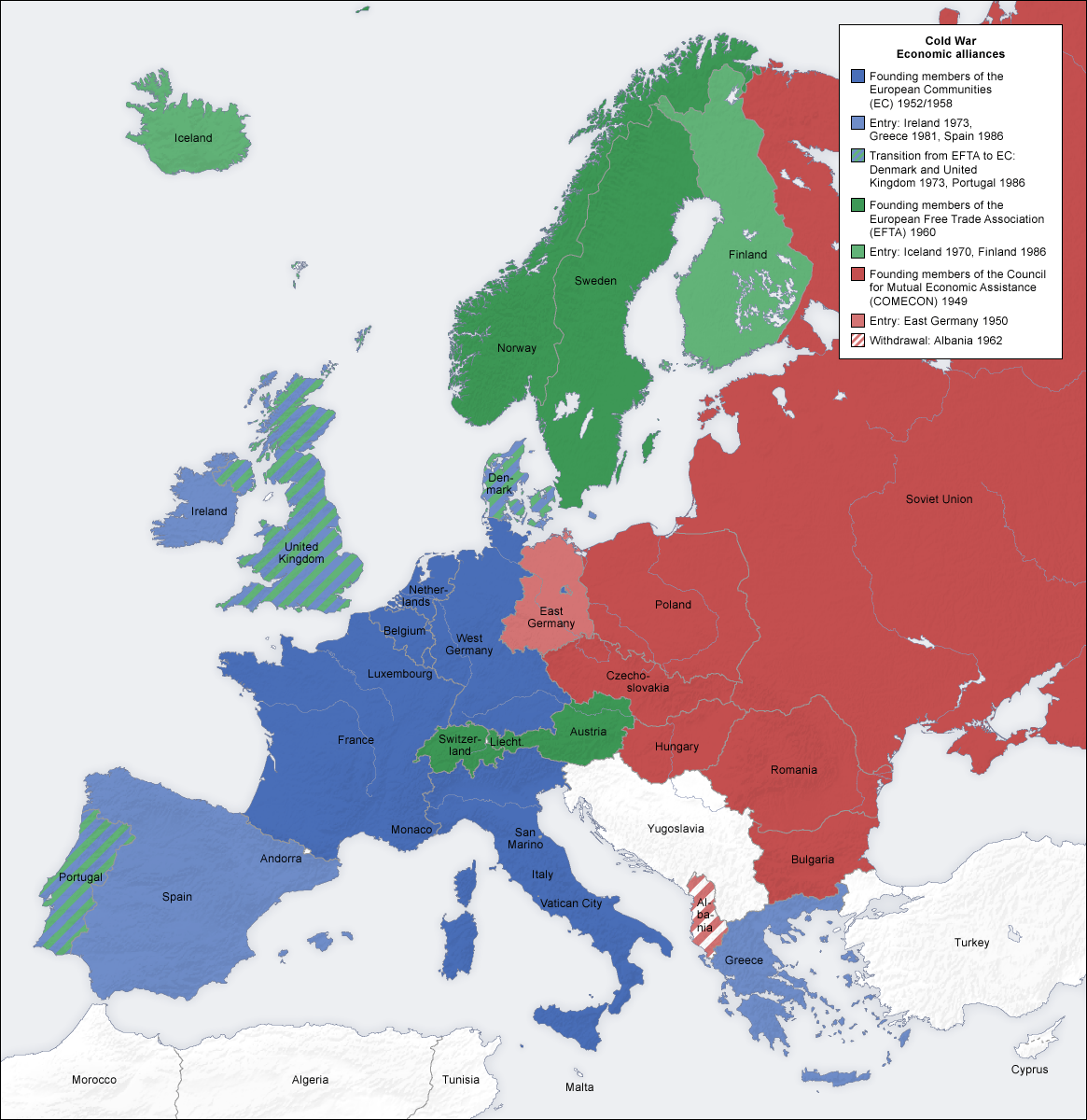
Aliances econòmiques a Europa (1949-1989)

El cinquè pla, que comprengué el període entre 1951 i 1955, finalitzà amb una realització extraordinària del 103%. Aquest pla se centrà en l'augment de la producció industrial en un 70%, car el ritme anual era del 12-13% per a la metal·lúrgia, la indústria petrolera i l'elèctrica, i d'un 11% per als béns de consum. Igual que succeí en el Quart Pla no es compliren les expectatives de creixement ni a la indústria de béns de consum ni a l'agricultura, fruit en aquest cas de la Guerra de Corea i l'embargament que feren disminuir l'entrada de matèries primeres i de capitals. Per això, el pla es modificà el 1952 per accelerar i millorar el desenvolupament de les indústries de consum.

#### Sisè Pla Quinquennal (1956-1960)
El sisè pla concedí prioritat a la indústria pesant, preveient un augment del 70% en la metal·lúrgia i un 60% en les indústries de producció de béns de consum; la producció del carbó i l'acer havia d'augmentar en un 150% i la del petroli i la indústria elèctrica en un 100%; a més de la carn, la llet i les patates; el salari real havia d'augmentar en n 35% i la productivitat de la indústria hauria d'augmentar-se en un 50%.
Aquest pla mai no va arribar a tenir lloc, però cal fixar-se en què per primera vegada es fixava especialment a la investigació científica i a l'automoció.

### El Pla Septenal (1959-1965)
La impossibilitat, comprovada el 1957, de portar a terme el Sisè Pla Quinquennal, motivà la substitució d'aquest per un pla septennal. En aquest pla els mètodes de planificació se suavitzaren, car només afectaven a 300 dels 5.000 productes i es preveia que cada empresa estatal fixés el seu propi programa de fabricació per a períodes més prolongats.
Es preveia, a més, un ritme de creixement menor (un 7% anual per a la renda nacional en comptes del 10%), i donava una atenció especial al desenvolupament de les indústries d'extracció (petroli, gas, ciment i metalls), a la indústria química i als ferrocarrils. Es realitzà un important esforç a fi d'augmentar la productivitat de la indústria (+8% el 1959), incorporant a la vida laboral als anomenats "grups inútils".
Durant aquest pla, les regions orientals (el Kazakhstan o Sibèria) van viure una gran bonança econòmica, fruit del gran increment en les inversions (un 150% més que durant el període anterior), creant-se importants centres industrials (Pavlodar-Ekibastuz o Bratsk-Taitxet) que, al completar-se aquest pla produirien la meitat del carbó, l'acer, el ciment i l'energia de la Unió Soviètica.
La producció, per tant, continuà fent importants progressos, però el seu ritme va decréixer des de 1960: ja mai no va créixer més d'un 10% i el 1964, aquest es reduí fins a només un 7% (en aquells moments, l'Europa occidental creixia a un ritme del 4% i el Regne Unit a un 2).

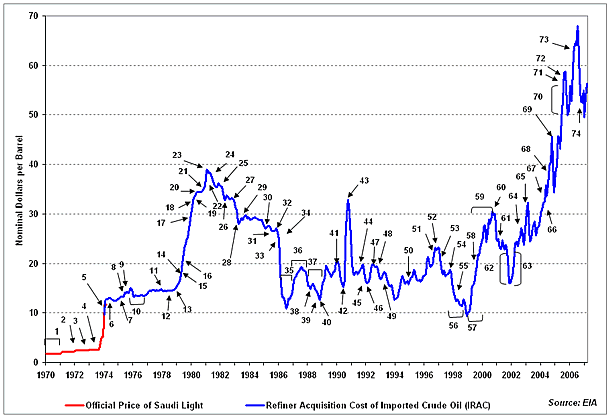
Evolució del preu del petroli. A la Unió Soviètica, la indústria petrolífera era una de les més importants; des de 1975 i fins a la dissolució de la Unió va ser el major productor petroler mundial, amb 12 milions de barrils diaris).

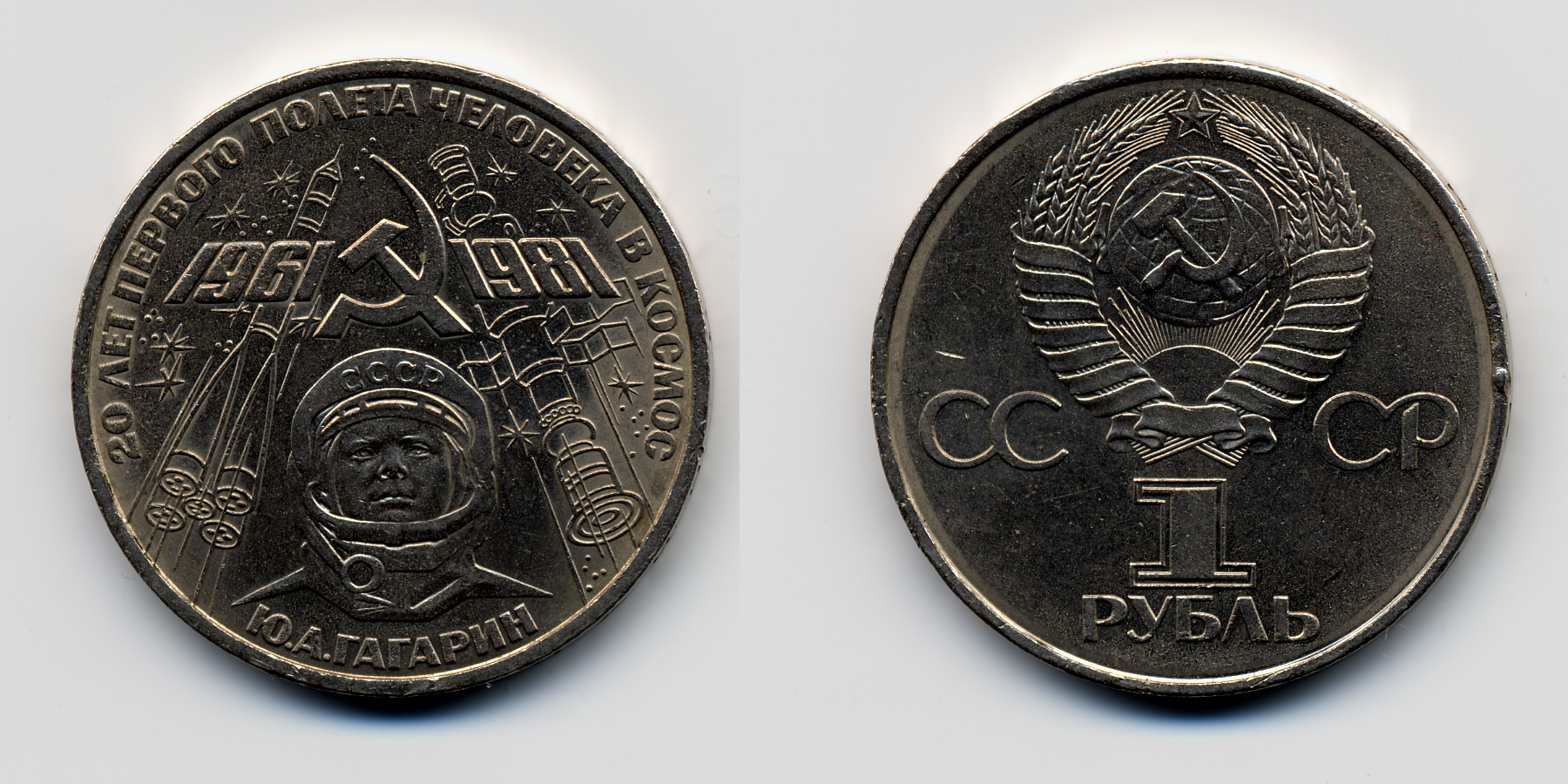
Moneda soviètica d'un ruble de 1981, emesa en commemoració del 20è aniversari del primer vol humà a l'espai, realitzat per Iuri Gagarin.

L'agricultura, que havia tingut un progrés del 50% entre 1953 i 1958, segueix sent el principal problema de l'economia soviètica, si bé alguns conreus (com el del cotó) resultaren un èxit, d'altres com el dels cereals o la ramaderia només obtingueren resultats mediocres. La productivitat anual dels camperols soviètics s'estimà fins a vuit vegades menor que la dels farmers americans, car el rendiment mitjà per hectàrea era només d'11 quintars, molt per sota per a una agricultura totalment mecanitzada i modernitzada, i que encara ocupava a un 38% de la població el 1960.
Les causes d'aquests grans fracassos que acumulà l'agricultura cal buscar-les en les noves terres que van ser assignades al conreu: moltes d'elles estaven situades en zones verges, més enllà dels Urals, contínuament condicionades per fenòmens naturals desfavorables. Veient el fracàs que comportà intentar augmentar la producció, augmentant l'espai de conreu, s'intentà obtenir un major rendiment, mitjançant l'ús massiu de pinsos i insecticides (és per això que aquest pla posà una atenció especial sobre la indústria química) i la construcció obres hidràuliques, que augmentaren fins al 50%.
Es realitzaren reformes per portar a terme una descentralització de l'economia, concedint-se certes llibertats administratives a les empreses estatals, com la llibertat de contractar o acomiadar als treballadors quan volguessin, o que poguessin fixar el salari a rebre.
Es formà tota una escola d'economistes, com Trapeznikov, Arzumanian o Libermann, que preconitzaven la revalorització de la rendibilitat de l'empresa i que insistien en la importància de la formació dels preus, a més de l'ús d'estímuls (primes per la producció, sancions, etc.), destinades a obligar les empreses a treballar en un sentit favorable a l'economia nacional i a l'obtenció de beneficis per a les noves inversions.

### Vuitè Pla Quinquennal (1966-1970)
Durant aquest període es va voler donar prioritat als béns de consum i de dotació; a més, s'aconseguí acomplir la fita principal del pla: poder proporcionar a cada família soviètica un apartament completament equipat; a més, els lloguer soviètics estaven entre els més baixos del món, car si bé aquests no havien variat gaire durant els darrers cinquanta anys, els salaris s'havien multiplicat diverses vegades.
En general, tot i aquests èxits, l'economia començà a créixer a un ritme menor: encara que el comparéssim amb els dels països capitalistes aquest encara seria un gran augment, però el 6-7% de mitjana anual quedava molt lluny del 15-20% d'anys enrere.

### Novè Pla Quinquennal (1971-1975)
El Novè Pla Quinquennal es caracteritzà per uns resultats desastrosos en l'àmbit agrícola, que obligaren al país a importar 14 milions de tones de gra (tot i que la Unió Soviètica sempre havia estat un país exportador de blat); la dada més important va ser la millora de relacions entre la Unió Soviètica i els Estats Units, que millorà notablement el comerç entre tots dos. Això comportà que el percentatge de les importacions soviètiques originàries dels Estats Units augmentessin a un 3%. El progrés industrial anual se situà en menys del 5% anual.

### Període de 1975 – 1985
Durant els primers moments d'aquest període, sota el lema de Leonid Bréjnev, Piatiletka de qualitat i eficiència, la Unió Soviètica s'enfrontà a diverses reformes.
Durant els primers anys de la dècada de 1980, el país importà prop de 42 milions de tones de gra anuals, el triple que a inicis de la dècada de 1970; provenint la major part de l'oest; a més, la majoria d'aquestes importacions venien de països no-socialistes (per exemple, els Estats Units venien 14 milions de tones anuals a la Unió Soviètica); però en canvi, el valor de les exportacions soviètiques era gairebé el mateix que el de les importacions: el 1984, les exportacions totals cap a l'oest van ser de 21.300 milions de rubles, i el de les importacions (també de l'oest), de 19.600 milions.

## La Perestroika (1985-1991)
La Perestroika instaurada a la Unió Soviètica per nou Premier soviètic, Mikhaïl Gorbatxov, prometia grans coses per als ciutadans, però els dirigents optaren per apujar els sous a diverses categories d'ocupats. Aquesta decisió provocà mancances i necessitats de subvencions, la qual cosa empitjorà la seva situació i la del tresor públic. L'element més destructiu va ser el de la Llei d'Empresa, car anul·lava tot el control sobre els recursos, de manera que es reduí la inversió.
La Perestroika era una reforma basada en la reestructuració de l'economia. Quan el 1985 el reformista Mikhaïl Gorbatxov va ser escollit Secretari General i es convertí en el màxim dirigent soviètic, aquesta política ja estava dissenyada, però va ser durant l'abril de 1985 quan el Comitè Central es decidí a posar-la en pràctica per provar de treure el país de la greu crisi econòmica i impulsar el desenvolupament, car estava enfonsat en la corrupció i el retardament.
Aquest procés va anar acompanyat també d'una certa democratització de la vida política, que comportà diverses conseqüències de nivell econòmic i social que provocarien el final de l'era de Gorbatxov i el col·lapse i la desintegració de la Unió Soviètica.

### La segona crisi del petroli

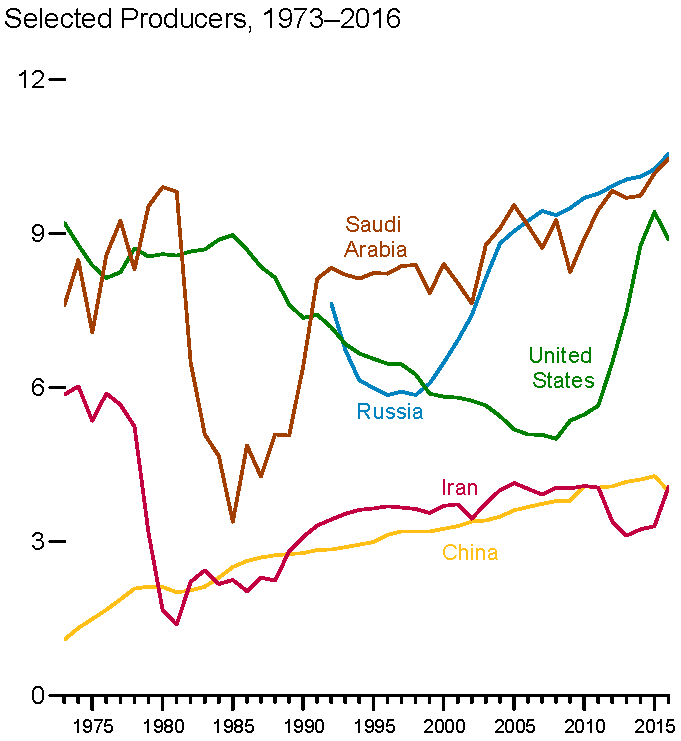
Gràfic que mostra als majors productors de petroli durant el període 1960-2006, incloent-hi a l'antiga Unió Soviètica. Observi's el creixement regular de la producció soviètica, contra els forts creixements i caigudes de la resta de grans productors.

El "Contra-Xoc Petroler" de 1986 va tenir el seu origen en la voluntat dels Estats Units i els seus aliats de l'Orient Mitjà per forçar la bancarrota soviètica.
El 1986 es portà a terme una autèntica guerra econòmica i financera entre els països mencionats; l'objectiu final dels Estats Units era privar a la Unió Soviètica de la seva principal font de divises, l'exportació de petroli, de la que era la primera productora mundial. Les exportacions petroleres eren vitals per a la balança de pagaments soviètica i una garantia que assegurava la col·laboració dels països del Bloc de l'Est i d'altres països satèl·lits. Els estatunidencs aconseguiren convèncer els governs d'Aràbia Saudí, dels Emirats Àrabs de Kuwait perquè fessin un gran esforç i a base de petrodòlars i un augment sobtat i fort de la producció, la indústria i les exportacions soviètics patissin un daltabaix i la Unió Soviètica patís un greus compromís amb la seva pròpia economia i la dels països socialistes, que l'hagués portat a una seriosa crisi, arribant fins i tot a la bancarrota.
Les repercussions d'aquesta acció no es van fer esperar: moltes petites empreses estatunidenques dedicades al sector van arruïnar-se, les divises estrangeres dirigides cap a Orient Mitjà van alentir-se i l'Iraq, aliat dels Estats Units, patí un seriós enfonsament econòmic; aquests efectes ja havien estat previstos abans d'iniciar-se aquestes "batusses", però mai no van ser acceptats pels països implicats (inclosos els Estats Units), encara que posteriorment alguns països, com l'Iraq, van intentar marxar d'aquesta ofensiva econòmica.
La reacció soviètica no es va fer esperar: va augmentar la seva producció fins a límits històrics a nivell mundial, arribant gairebé als 14 milions de barrils diaris (simplement, la Unió Soviètica va extraure tot el petroli que va poder), estenent-se aquesta situació fins al 1989, quan el major jaciment soviètic i pilar de tota la seva producció, Samotlor, va caure en picat, arrossegant a gairebé tot el país, moment en què la seva producció va caure a menys d'11 milions de barrils diaris. Arribats a aquest punt, la Unió Soviètica es va veure privada d'una part important de la seva principal font d'ingressos, a l'hora que a causa de la guerra de l'Afganistan feia que augmentessin la seva despesa.
Tot i que aquesta sèrie de successos ha estat pràcticament oblidada per nombroses anàlisis, aquests factors van ser dels més importants en les causes de l'enfonsament de la Unió Soviètica.

## Evolució de la renda a la Unió Soviètica

### Evolució de la Renda Nacional (1921-1941)
Durant aquest període, tant la producció industrial com la renda nacional van tenir un increment sense precedents, tant que fins i tot es van poder fer front a les enormes despeses militars. Prenent com a índex el 100, i comparant els salaris entre 1921 i 1937 de diversos països, es pot comparar el progrés dels salaris de la Unió Soviètica amb els d'altres països de primer ordre: els salaris al Regne Unit van passar de 1090 a 1275, Alemanya passà de 675 a 741, els Estats Units, després de la Gran Depressió, va retrocedir d'un índex 1557 al 1921 al 1485 al 1937; d'altres com França van passar de 729 a 641, mentre que la Unió Soviètica passà de 117 a 370. Malgrat aquest enorme progrés, la Unió Soviètica encara estava lluny dels seus competidors el 1940.
Si la finalitat del socialisme és assegurar la màxima satisfacció de les necessitats culturals i materials cada cop majors de la població, poden dir-se que aquest objectiu només s'havia complert parcialment el 1940. Les amenaces exteriors, l'augment de la població i la divergència creixent entre els salaris van impossibilitar el repartiment equitatiu de la riquesa.

### Els salaris

L'Escut Estatal de Qualitat de l'URSS, introduït al 1967, va ser emprat per certificar que els productes complien els estàndards de qualitat, així com per millorar l'eficiència de la producció.

Com ja s'ha dit anteriorment, els salaris dels treballadors soviètics va créixer entre 1921 i 1940 a un ritme sense precedent, creixent a una mitjana del 100% durant el transcurs de cada pla: el 1929 el salari mitjà era de 929 rubles, passant a 1.570 rubles el 1933 i a 2.900 el 1937, fins a arribar als 4.067 el 1940 (un creixement superior al 400% en més d'11 anys).
El salari segueix unes pautes per a la seva composició: a un salari mínim se li afegeixen unes primes per rendiment quan el treballador supera la norma fixada, ja sigui per una major qualitat o quantitat del producte; primes molt ben remunerades fins al punt en què un treballador pot duplicar el sou si es milloren les previsions en un 10% i triplicar-lo si són en un 20%. També existien primes per antiguitat, que augmentaven el salari en un 15% en un període de 5 anys i un 30% per un període de 15 anys. Si els beneficis superaven els esperats, el superàvit obtingut es repartia, en part, entre els obrers.
Adoptant un índex 100 per al salari del peó amb una retribució més baixa, l'obrer guanyaria de 100 a 370, el contramestre de 150 a 400, un enginyer inferior, de 200 a 600, un enginyer experimentat de 300 a 1.000, el director d'una petita empresa de 500 a 1.000 i el d'una gran empresa de 800 a 2.000; els científics i enginyers que treballaven als laboratoris gaudien d'uns bons salaris, així com de la possibilitat de rebre primes per les seves patents d'invenció, i per això els seus salaris oscil·laven entre els 400 i els 2.500 rubles; els alts funcionaris i generals també podien arribar a guanyar uns 2.500 rubles; i alguns funcionaris privilegiats o tècnics que sobresortissin molt podien arribar-ne a guanyar 3.000.
Un dels motius pels quals els salaris augmentaren tant va ser el nombre creixent d'habitants amb una formació especialitzada: així, si el 1941 hi havia 641.000 estudiants d'educació secundària (112.000 al 1914); es comptabilitzaven 1.750.000 caps d'empresa, administratius, institucions culturals, etc.; 35.000 directors i administradors d'empresa específicament industrials. Es comptaren 250.000 enginyers i arquitectes i més de 800.00 tècnics industrials, 820.000 economistes i estadistes, 580.000 presidents de cooperatives i 19.000 directors de sovkhozos; 80.000 agrònoms i 96.000 tècnics industrials, la qual cosa representava un 7% de la població activa.
Així, un obrer podia viure molt dignament amb un sou de 600 rubles mensuals i bé amb un de 900; amb 1.70 es tenia un nivell de vida molt confortable (el salari mitjà el 1940 era de 4.067 rubles).

### Evolució de la renda (1947-1970)
El racionament alimentari i econòmic que començà el 1941 finalitzà el 1947; i en aquell moment s'imposà una dura reforma monetària que va fer trontollar els preus del productes de consum; aquests productes, que van reduir-se en un 60% a causa de la guerra, per la prioritat que van gaudir diverses indústries (armament, productes de dotació, etc.), no van trigar a recuperar el nivell anterior a la guerra.
Els salaris van millorar, per l'extensió dels salaris col·lectivitzats; una llei de 1944 concedia un subsidi i una prima de naixement a partir del tercer fill, i el 1947 s'instituïren subsidis per a les mares solteres. Els salaris reals augmentaren d'un 10 a un 20%, augments que duplicaren el salari dels treballadores soviètics entre 1947 i 1953 (la qual cosa es traduí per un augment del poder adquisitiu d'un 78% per a un peó i l'obrer i d'entre un 50 i un 55% per als enginyers i els camperols).
El 1965, la població urbana era de més de 100 milions de persones (el 55% del total); comptabilitzant-se un total de 75 milions d'obrers industrials i d'11 milions d'estudiants que havien realitzat estudis superiors (2 milions el 1940); a més de 6 milions de professors, 2 milions i mig de científics i investigadors, 4 milions de metges i 1.800.000 funcionaris. En total, les persones de qualificació mitjana-alta era de més de 25 milions de persones, la qual cosa representava el 22% de la població activa, formant-se una autèntica intelligentsia.
Per no saturar els llocs de treball d'alta qualificació, Khrusxov aplicà noves mesures, entre les quals s'incloïa l'obligació per a un estudiant de treballar durant dos anys en un treball manual a fi de cursar estudis superiors; tot i que aquesta solució es demostrà mediocre.

## Organització Comercial

Bandera del COMECON.

Mapa dels estats membres del COMECON al novembre de 1986
Membres
Membres que no van participar
Associats
Observadors

El sistema comercial soviètic era planificat i es caracteritzava per l'absoluta eliminació del capital privat i comercial. El comerç es trobava en mans de l'Estat o de les cooperatives. Fos qui va ser el propietari de l'empresa (Estat, empresa, cooperativa), la compravenda era totalment lliure, i aquests negocis podien motivar beneficis i pèrdues; cadascun pagava impostos sobre el volum de negoci i invertia.
En el comerç estatal els preus de venda fixats pel pla eren obligatoris per a les empreses. Aquests preus es marcaven així: calia partir de 3 elements: preu de cost, impostos i interessos. Al no haver entitats privades no existia la publicitat, i el nombre de treballadors era reduït. A l'haver-se planificat els preus al major, es reduïen moltes despeses, augmentant el benefici.
L'abastiment d'una regió determinada quedava assegurada per un torg, dotat sovint d'independència financera, que distribuïa els productes mitjançant les sucursals disperses per la regió. A més, existien grans magatzems i cadenes d'alimentació, que formaven una xarxa d'organismes de l'Estat.

### Comerç Exterior
El comerç exterior va ser nacionalitzat, sense permetre la més mínima iniciativa privada. El ministeri de Comerç Exterior elaborava els plans d'exportació i d'importació i inspeccionava l'activitat dels "serveis centrals" especialitzats en l'exportació de determinats productes o articles. Només per al comerç (les condicions són essencials) amb l'Orient Mitjà i l'Àsia existien serveis especialitzats per a cada país. Aquests organismes estaven representats permanentment a l'estranger per comissionats, les operacions dels quals estaven facilitades per la banca estatal o pel banc del comerç estranger.

## L'organització de l'empresa
Cadascuna de les empreses posseïa el seu propi pla, tant tècnic com financer, basat en un principi comú:
| « | A cada augment de la producció cal que hi correspongui un increment proporcional en el volum dels salaris. | » |

Les empreses, encara que propietat de l'Estat, gaudien d'una autèntica independència: posseïen autonomia total en la comptabilitat, les seves empreses proveïdores i clientes eren contractades per elles mateixes, i també disposaven dels seus propis fons i els seus propis comptes bancaris, a més de realitzar operacions de clearing entre elles.

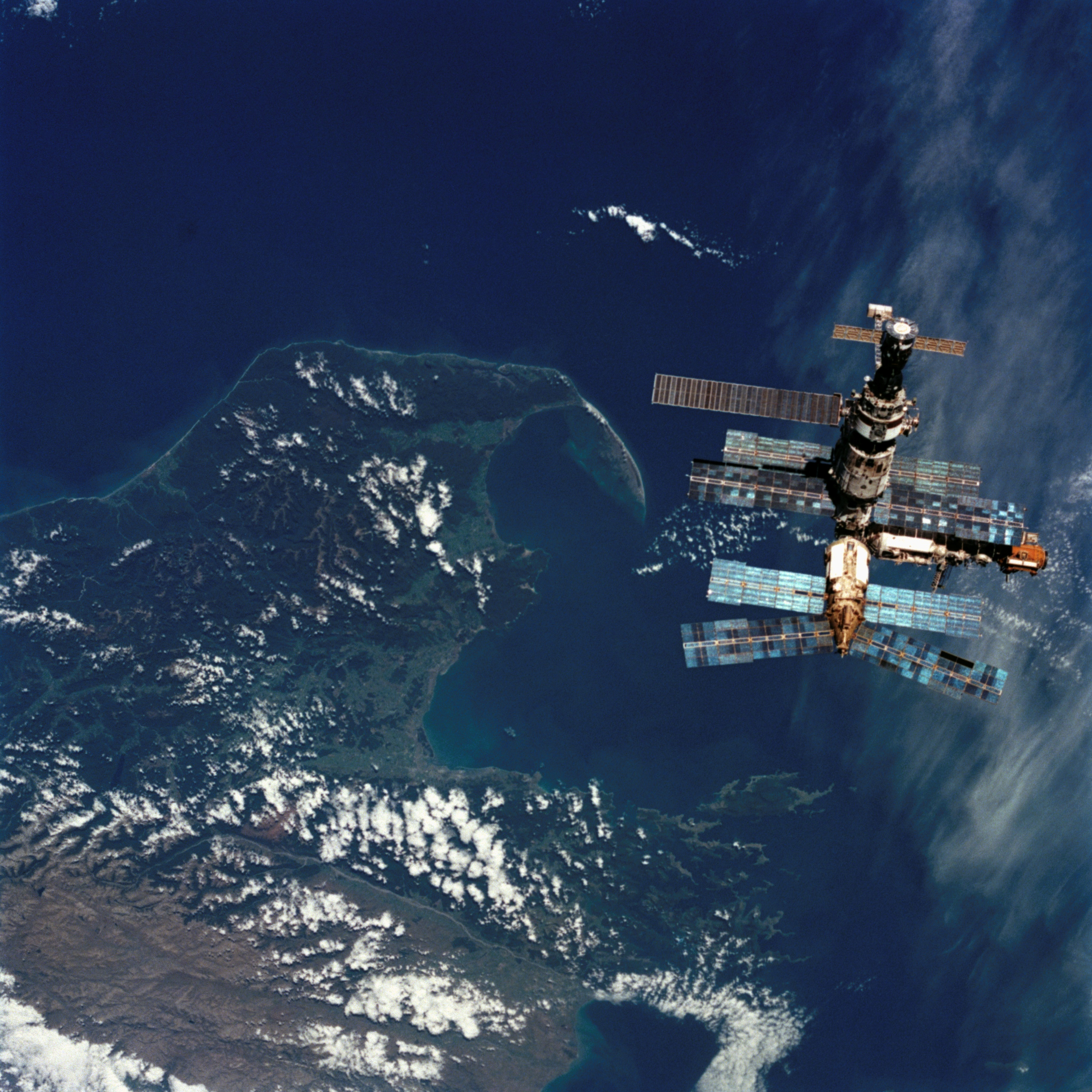
L'estació espacial MIR va ser una de les més avançades construïdes per la Humanitat fins a la consolidació de l'Estació Espacial Internacional.

Cada empresa havia d'assegurar una rendibilitat sense haver de recórrer a subvencions públiques: cada empresa tenia un director, nomenat pels treballadors, que era criminalment responsable de l'activitat de l'empresa. El Codi Penal Soviètic preveia greus penes per a aquells directors o inspectors acusats de sabotatge o de contrarevolució; castigant-se també la negligència i la producció d'objectes de mala qualitat.
Les fàbriques i empreses podien obtenir crèdits a curt termini del Gosbank (el Banc de l'Estat), i a llarg termini (per a la construcció de grans obres, etc.) dels bancs especials: el Prombank (Banc de la Indústria), el Selkhozbank (Banc Agrícola) o del Vsekobank (Banc pel Comerç). A més, també existia un banc especialitzat en les obres públiques.
Amb els beneficis, les empreses pagaven les matèries primeres i l'energia subministrada, el pagament dels impostos i salaris i la cotització de la seguretat social, car eren les empreses i no els treballadors qui cotitzaven. El finançament de l'economia no provenia de l'estalvi privat, sinó de l'estalvi col·lectiu, car més de la meitat del pressupost es destinava a aquesta finalitat.

## La Urbanització[31]
Amb la modernització del país, la Unió Soviètica arribà a la situació en què, des de feia gairebé un segle, hi havia a l'Europa Occidental; amb un creixement de la població focalitzat gairebé a les ciutats. En 12 anys, Moscou augmentà la seva població en 2 milions (4.137.000 a 1939), i el seu districte s'incrementà en un 74%; Leningrad arribà als 3.200.000 d'habitants el 1960.
Entre 1930 i 1960 és quan es donà un creixement major de la població en general; la regió minera d'Ucraïna, amb ferro i carbó, que inclou les ciutats de Khàrkiv i Dniepropetrovsk, va rebre més de dos milions de nous habitants.

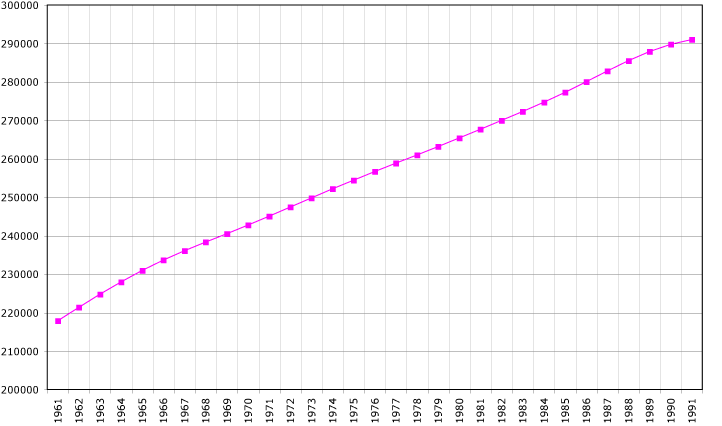
Evolució demogràfica de la Unió Soviètica.

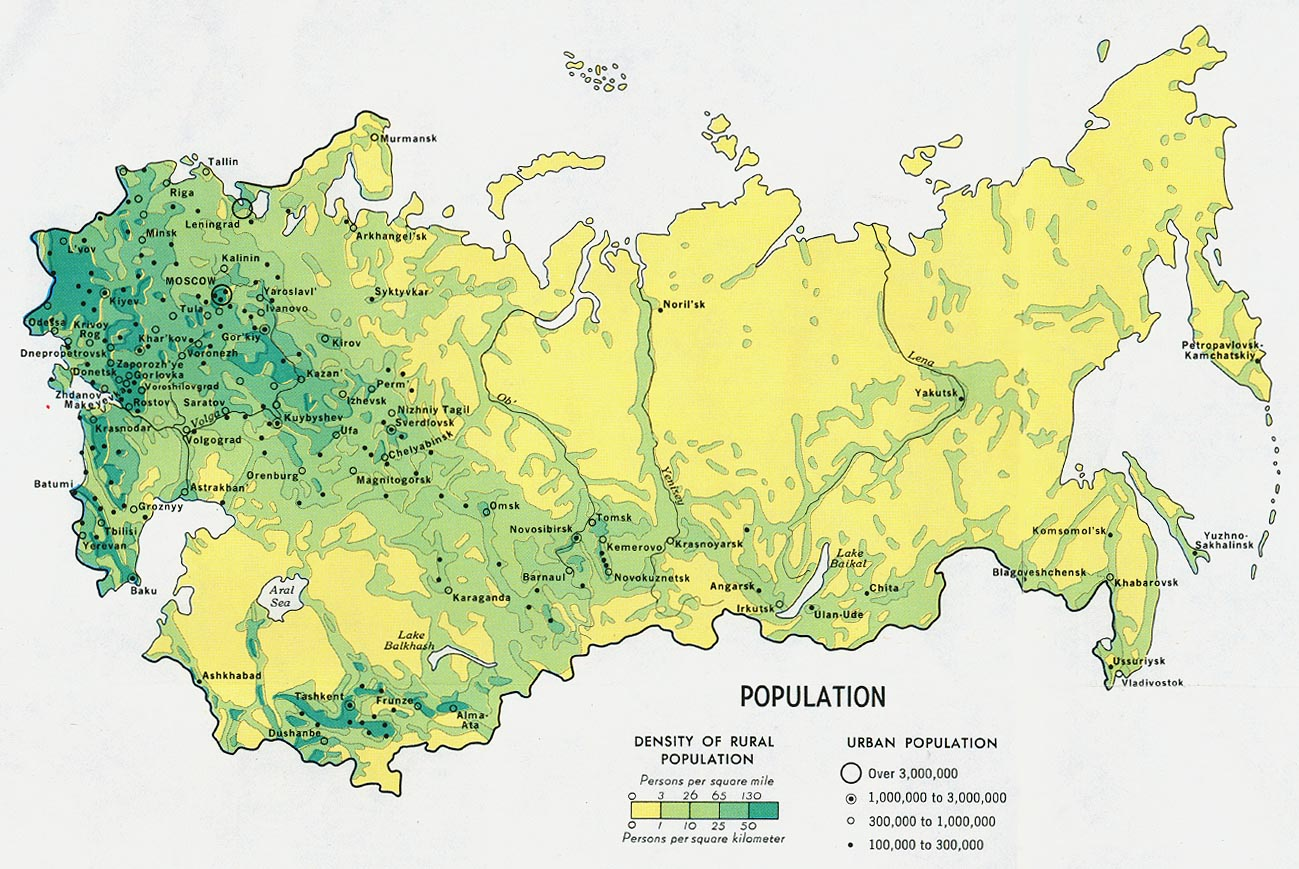
Mapa de la distribució de la població de la Unió Soviètica al 1974.

Totes les ciutats en general es van veure molt afavorides per aquest urbanisme: Mariúpol passà de 63.000 habitants el 1940 a 220.000 el 1960, i d'altres, com Makeievka van quadruplicar la seva població en 10 anys; a la dècada de 1930 el districte de Stalino i 12 de les seves poblacions duplicaren la seva població. Khàrkiv passà de 400.000 habitants el 1930 a 800.000 el 1959, Rostov passà de 318.000 a 630.000; i Múrmansk saltà de 8.000 a 100.000; Bakú passà de 453.000 habitants el 1930 a 591.000 el 1960; i Stalingrad passà durant el mateix període de 151.000 a 591.000 habitants.
El nou centre industrial de Karadanda, que obligà a fundar una ciutat de nom semblant, saltà en menys de 20 anys de 0 a 398.000 habitants el 1960; i d'altres centres industrials de l'est, com Alma Ata multiplicaren per 10 la seva població (de 45.000 al 1925 a 455.000 al 1960)
Les antigues ciutats van canviar el seu aspecte, car havien perdut una de les seves principals missions, la seva funció de mercat, a causa de la desaparició del comerç privat; els seus voltants s'industrialitzaren i van néixer petites ciutats-satèl·lit. Aquestes noves ciutats eren ciutats-fàbrica, els ciutadans de les quals es dedicaven íntegrament al treball en aquelles indústries.
Les ciutats creixien per la construcció de molts edificis d'interès públic: escoles, centres de salut, hospitals i maternitats o camps esportius.

## Situació prèvia al col·lapse de l'URSS
A continuació es detallen els índexs bàsics de l'economia soviètica previs al seu col·lapse el 1991:

### Agricultura i ramaderia
L'agricultura i la ramaderia, en especial l'agricultura, van ser sempre un dels afers més preocupants de l'economia soviètica, car aquesta sempre va estar en desavantatge si el comparem amb la indústria, malgrat les grans inversions que es van realitzar. Es caracteritzà per una molt baixa productivitat, malgrat estar completament mecanitzada, i la dependència de les condicions climàtiques van fer de l'agricultura el principal ofec de l'economia soviètica.

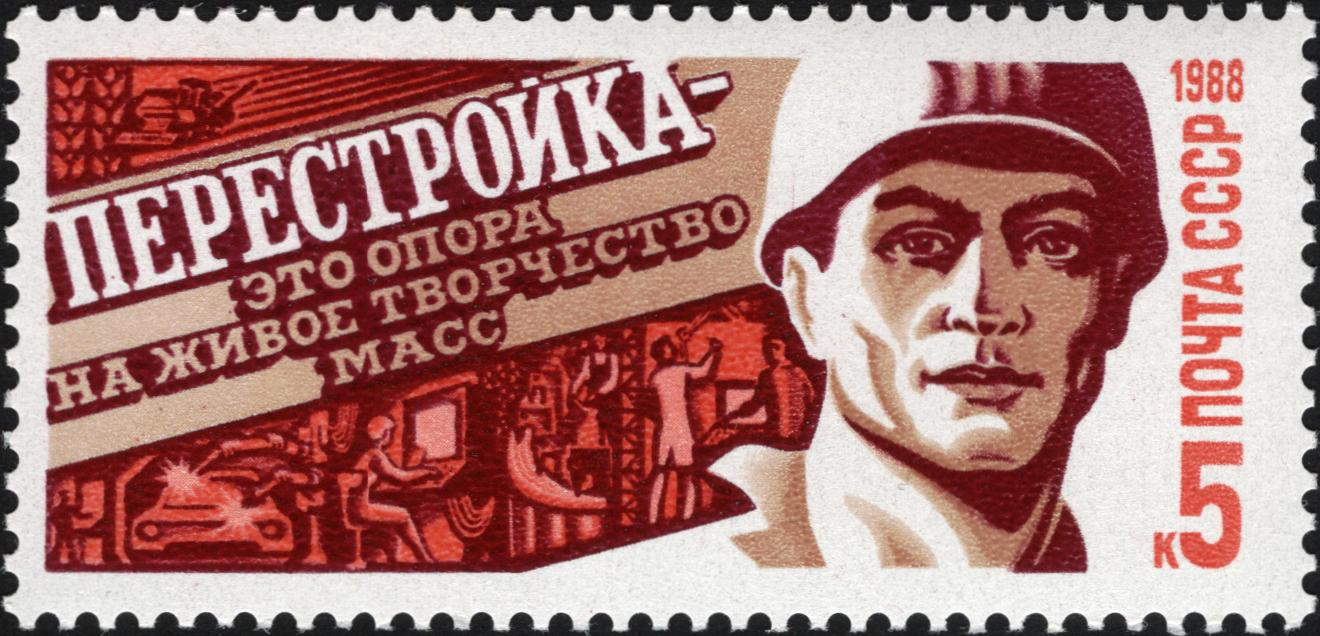
Segell, promocionant la perestroika

Si s'observen les dades de producció agrícola es pot comprovar que el 1991 la Unió Soviètica ocupava el primer lloc en la producció mundial d'ordi (65 milions de tones), lli (0,5 milions de tones) i remolatxa (6,3 milions), i el tercer en la producció de cotó (2,7 milions de tones). La resta de productes agrícoles també estaven al capdamunt de les posicions, a causa de la seva enorme producció.
Pel que fa a la ramaderia, en camps com el de la producció làctia o de carn era sense discussió la primera productora mundial, així com en el camp de la llana (segona productora mundial, amb 272 milions de tones) o de caps de bestiar, amb 331 milions de bestiar de tota mena. Malgrat aquestes xifres, seguia sent un dels sectors més problemàtics, malgrat la constant modernització.

### Pesca i recursos forestals
El 1990 es pescaven a la Unió Soviètica 9,5 milions de tones de peix, sent només superats pel Japó. La Unió Soviètica posseïa la sisena major flota del món, i la major part de les seves naus eren vaixells-factoria.
Els seus recursos forestals eren ingents: gairebé el 40% del territori tenia recursos forestals, la qual cosa portava a la Unió Soviètica a produir 340 milions de metres cúbics de fusta, la qual cosa permetia el desenvolupament d'una gran indústria, en la qual, per exemple, anualment s'elaboraven 185.000 tones de pasta per a la producció de paper.

### Recursos miners i energètics
Els seus extraordinaris recursos energètics li van permetre desenvolupar una gran indústria elèctrica: el 1991 el potencial hidroelèctric estava sent aprofitat al 100%; i el seu gran desenvolupament en matèria energètica i quantitat de recursos miners haguessin assegurat a la Unió Soviètica un futur pròsper en aquesta matèria: el 1991, els gasoductes sumaven 112.000 km, i els oleoductes, 69.000 km. La petroquímica era un dels nous pilars de la indústria soviètica, sent el primer productor mundial de petroli (11 milions de barrils diaris el 1991, havent arribat als 13 milions el 1987) i gas natural (500 milions de tones), el segon en zinc (70 milions de tones), posseïa la meitat de les reserves conegudes de carbó i, a més, obtenia 250.000 kg d'or i 1.500.000 kg de plata anualment.

### Comunicacions

Escut d'Aeroflot, companyia soviètica que, fins a la dissolució d'aquesta, va ser la major i la més moderna de les línies aèries a nivell mundial

Les comunicacions soviètiques requeien en gran manera sobre el ferrocarril: les seves línies totalitzaven 140.000 km, (10.000 de les quals corresponien al Transsiberià, que va ser ampliat el 1984 amb una nova línia) i d'aquestes uns 40.000 km estaven totalment electrificades: pel que fa a les carreteres totalitzaven un milió i mig de kilòmetres, dels que més d'un milió estava perfectament asfaltades i pavimentades.
A més, els nombrosos canals que mig segle abans s'havien construït feien de la navegació una de les formes més importants de comunicació. S'estima que el 1990 hi havia uns 16 milions d'automòbils, pocs si es té present que la població rondava els 300 milions de persones.
El major desenvolupament en els darrers anys el protagonitzaren les línies aèries, encapçalades per l'Aeroflot, la major del món el 1991.

### Electricitat, metal·lúrgia i siderúrgia
A més de les ja conegudes colossals centrals hidroelèctriques (Dnieprogres), a les dues darreres dècades es porta a terme un ambiciós pla centrat en l'energia nuclear i la termoelèctrica; com a conseqüència, el 1990 les centrals nuclear soviètiques produïen 60.000 milions de kWh i les centrals tèrmiques 35.000 milions, sobre un total d'1.250.000 milions de kWh.
En producció industrial, la Unió Soviètica era el primer productor mundial d'acer (147 milions de tones) i d'alumini (1,7 milions de tones). Els centres industrials de major importància es concentraven en llocs com Moscou, Leningrad, Minsk, els Urals, la regió del baix Volga, Karaganda. Khàrkiv, Rostov o Stalingrad. A més, en el moment de la seva dissolució, la tecnologia nuclear, així com la indústria aeronàutica, espacial, cibernètica, etc. estaven en ple auge.
El 1991, la Unió Soviètica estava entre els primers llocs mundials en la fabricació de productes manufacturats com maquinària agrícola, utillatge industrial, material elèctric i ferroviari, eines, productes químics, construccions navals, construccions aeronàutiques, etc. Anualment sortien de les fàbriques soviètiques 570.000 tractors, 2.200.000 vehicles (tant automòbils com camions o vehicles comercials) i 1.050.000 motocicletes.

### Turisme
A la dècada dels 80 i inicis dels 90, la Unió Soviètica rebia anualment entre 3 i 4 milions de turistes, un gran potencial turístic si es té en compte la riquesa de la que gaudia el país. En el moment de la dissolució de la Unió Soviètica, la indústria turística soviètica estava en ple apogeu.

### Mals i deficiències que afrontava l'economia soviètica[46][47]

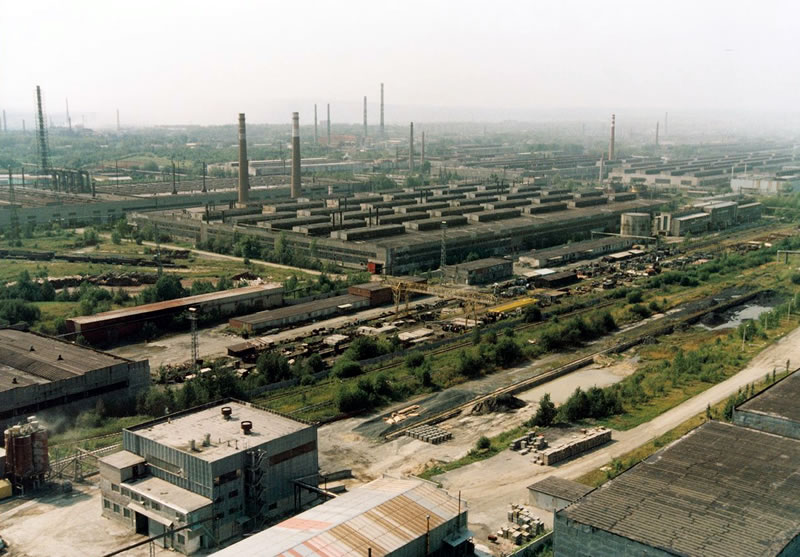
Antiga indústria soviètica

A inicis de la dècada de 1990, existien senyals preocupants en la marxa de l'economia soviètica:
- durant el període 1980-1984 s'estancà la producció siderúrgica i petrolera[48]
- l'abastiment energètic bàsic de la unió travessava grans dificultats
- les plantes de generació i les línies de transmissió estaven antiquades i mancades de manteniment, paleses en les avaries i apagades habituals
- al sector agrícola, la producció del cereal, adaptada a les dures condicions climatològiques, no registrà cap pujada respecte a la dècada anterior, malgrat les grans inversions realitzades[49]
- dos terços de l'equipament de processament agrícola emprat a la dècada de 1980 eren inservibles, car una bona part del mateix provenia de les dècades de 1950 i 1960[50]
- entre el 20 i el 50% de la collita de cereals, patates, sucre, remolatxa i fruita es malbaratava abans d'arribar a les botigues.[51] Fins i tot quan l'abastiment era precís, els retards als lliuraments provocaven mancances temporals, que generaven cues, acaparament de productes i ocasionals racionaments.
- entre 1970 i 1987, la producció per unitat de consum disminuí a un ritme superior a l'1% anual.[52]

Com a resum de la situació a la vesprada de la perestroika, hi havia un consens general respecte a que el creixement econòmic per capita era nul o negatiu. Com explica Harris es presentava un panorama encara més fosc si se sostreien del PNB els costos per contaminació i empobriment ambiental. Qualsevol forma imaginable de contaminació i esgotament dels recursos estaven presents, en quantitats tan ingents que constituïen una amenaça per la vida, produïdes per les emissions sense control de diòxids de sofre, abocadors de residus nuclears i de tota mena, erosió del terra, enverinament del llac Baikal (en opinió de Pointing 1991, segurament el pitjor desastre ecològic del segle XX) i dels mars Negre, Bàltic i Caspi, així com el dessecament del mar d'Aral.